# Dylan & the Dead
Dylan & the Dead è un album dal vivo di Bob Dylan e dei Grateful Dead, pubblicato nel gennaio del 1989 dalla Columbia Records. Si compone di sette brani scritti e cantati da Dylan, con i Grateful Dead come band di supporto. L'album è stato prodotto da Jerry Garcia e John Cutler.
Dylan & the Dead è stato registrato nel 1987, durante il tour omonimo. I concerti erano divisi in tre parti, due delle quali erano suonate dai Grateful Dead, e nella rimanente facevano da accompagnamento a Bob Dylan. Le canzoni dai due set dei Grateful Dead sono reperibili nell'album View from the Vault IV.
L'album raggiunse il 36º posto nella Billboard 200 negli Stati Uniti, il 38º nel Regno Unito, e guadagnò il disco d'oro negli Stati Uniti.

## Tracce
Tutte le canzoni sono state scritte da Bob Dylan, tranne dove diversamente indicato.
1. Slow Train – 4:54
2. I Want You – 3:59
3. Gotta Serve Somebody – 5:42
4. Queen Jane Approximately – 6:30
5. Joey (Dylan, Levy) – 9:10
6. All Along the Watchtower – 6:17
7. Knockin' on Heaven's Door – 6:35